# یواس‌اس جان پن (ای‌پی‌ای-۲۳)
یواس‌اس جان پن (ای‌پی‌ای-۲۳) (به انگلیسی: USS John Penn (APA-23)) یک کشتی بود که طول آن ۴۷۵ فوت ۴ اینچ (۱۴۴٫۸۸ متر) بود. این کشتی در سال ۱۹۳۱ ساخته شد.